# Katarina

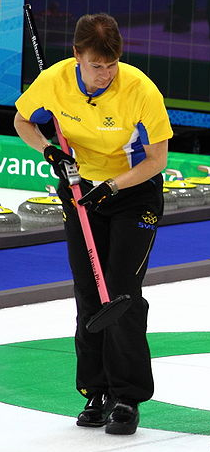
Cathrine Lindahl, 2010.

Katarina, Catarina, Katharina eller Catharina (även Katrina, Karin och Kajsa) är ett kvinnonamn med namnsdag 25 november, vilken är den dag Sankta Katarina av Alexandria firas enligt den bysantinska liturgin. Ursprunget är grekiskt (Aikaterine). Betydelsen är okänd, men har kopplats till ordet katharós, vilket betyder 'ren' eller 'kysk'. Trots namnets bakgrund i grekisk kristen kultur letade det sig till Norden redan under vikingatiden.
Namnen var populära på 1960- och 70-talen, men har sedan avtagit i användning. Totalt sett är dock namnet fortfarande ett av de 25 vanligaste förnamnen i Sverige. Den vanligaste stavningen är den med K och utan h, vilket också är den form som återfinns i almanackan.
31 december 2005 fanns det totalt 70 508 personer i Sverige med namnet Katarina/Catarina/Katharina/Catharina varav 28 456 med det som tilltalsnamn.
År 2003 fick 444 flickor namnet, varav 29 fick det som tilltalsnamn.
Katrin, Karin och Kajsa var ursprungligen kortformer av Katarina. Numera räknas även Kattis som en kortform av Katarina.
Namnsdag i svenska almanackan: 25 november. I den finlandssvenska namnsdagslängden har Katarina namnsdag 25 november sedan starten 1929, då en egen namnsdagskalender togs i bruk för finlandssvenskar. Från 2005 finns också parallellformen Katrina i den finlandssvenska namnsdagskalendern.

## Personer med namnet Katarina/Catarina etc.
Kungligheter:
- Katarina Sunesdotter, svensk drottninggemål 1244 till kung Erik Läspe och halte
- Katarina Karlsdotter (Gumsehuvud), svensk drottninggemål 1448 till kung Karl Knutsson (Bonde)
- Katarina av Sachsen-Lauenburg, svensk drottninggemål 1531 till kung Gustav Vasa
- Katarina Stenbock, svensk drottninggemål 1552 till kung Gustav Vasa
- Karin Månsdotter, svensk drottninggemål 1568 till kung Erik XIV
- Katarina Jagellonica, svensk drottninggemål 1569 till kung Johan III
- Katarina Eriksdotter, svensk prinsessa (f. c. 1155), dotter till kung Erik den helige
- Katarina Valdemarsdotter av Sverige (d. 1283), dotter till kung Valdemar
- Katarina Birgersdotter (c. 1306), dotter till kung Birger
- Katarina Vasa (f. & d. 1594), dotter till kung Sigismund
- Katarina Vasa (1596-1597), dotter till kung Sigismund
- Katarina Karlsdotter Vasa, grevinna av Pfalz-Zweibrücken, dotter till kung Karl IX
- Katarina Ingesdotter, dansk prinsessa (f. c 1105), dotter till kung Inge den äldre
- Katarina I av Ryssland, rysk kejsarinna och statschef 1725
- Katarina II av Ryssland, rysk kejsarinna och statschef 1762, kallad den Stora
- Katarina av Pommern, grevinna av Pfalz-Neumarkt, adopterad dansk prinsessa, syster till kung Erik av Pommern
- Katarina av Valois, Englands drottning
- Katarina av Aragonien, Englands drottning
- Katarina Howard, Englands drottning
- Katarina Parr, Englands drottning
- Katarina av Braganza, Englands drottning
- Katarina av Medici, Frankrikes drottning
- Katarina Gustavsdotter Vasa, grevinna av Ostfriesland, dotter till kung Gustav Vasa

Övriga:
- Katarina av Alexandria, egyptiskt helgon
- Katarina Ulfsdotter, helgon
- Katarina av Genua, italienskt helgon
- Katarina av Siena, italienskt helgon
- Catharina Ahlgren, författare, publicist, poet, översättare och protofeminist
- Kattis Ahlström, journalist och programledare
- Katarina Barrling, statsvetare
- Katarina von Bredow, författare
- Katarina Cohen, skådespelare
- Katarina Dalayman, operasångerska
- Catharina Elmsäter-Svärd, politiker (M), statsråd
- Katarina Ewerlöf, skådespelerska
- Katarina Frostenson, poet, tidigare ledamot av Svenska Akademien
- Katarina Kieri, författare
- Catharina Kjellberg, författare
- Katarina Kuick, barnboksförfattare
- Catarina Ligendza, operasångerska
- Catarina Lindqvist, tennisspelare
- Katarina Mazetti, författare
- Katharina Oravsky Sandström, författare
- Catharina Olsson, sångerska, sångpedagog
- Katarina Sandström, journalist, nyhetsuppläsare
- Katarina Strömgård, illustratör
- Catharina Svanborg, mikrobiolog
- Katarina Taikon, författare
- Katarina Timglas, ishockeyspelare
- Katarina Wennstam, journalist och författare
- Katarina Witt, tysk konståkerska
- Cathrine Lindahl, curlingspelare
- Katarina Jacobson, musiker